# Operation VS

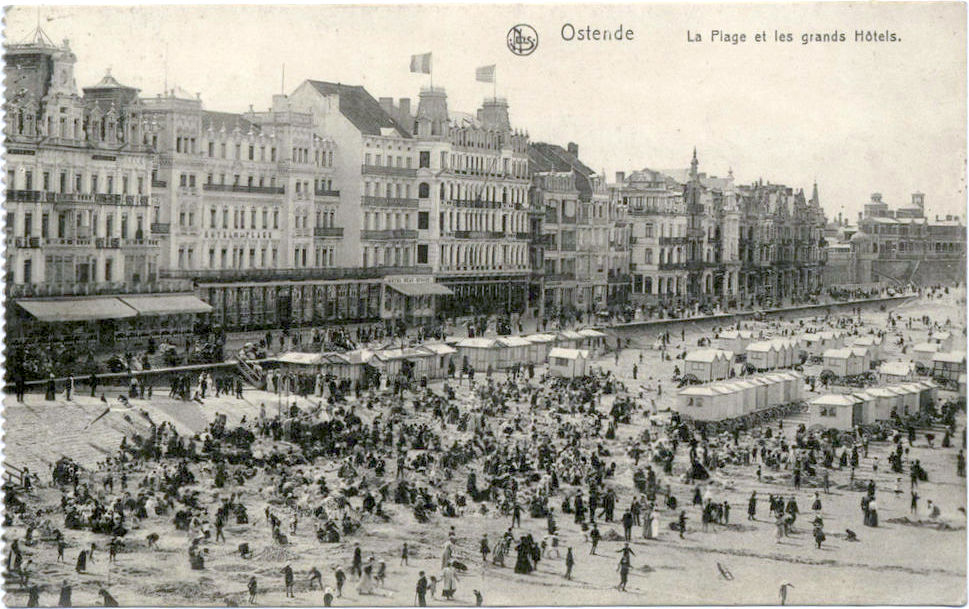
Stranden och delar av staden Oostende år 1915.

Den Andra Oostende-räden (officiellt kallad Operation VS) var den senare av två misslyckade försök som gjordes under våren 1918 av Storbritanniens Royal Navy att blockera de kanaler som leder till den belgiska hamnstaden Oostende. Detta skedde som en del av konflikten med Kejsardömet Tyskland under första världskriget. Den tyska marinen hade använt hamnen sedan 1915 som bas för deras ubåtsaktiviteter under Slaget om Atlanten och de strategiska fördelarna som de belgiska hamnarna och konflikten var mycket viktiga.
En framgångsrik blockad av de baserna skulle tvinga de tyska ubåtarna att operera från mer avlägsna hamnar, såsom Wilhelmshaven, belägen vid den tyska kusten. Detta skulle leda till att de allierade kunde sätta in motåtgärder under en längre period och minska den tid de tyska ubåtarna kunde ägna sig åt räder. Hamnarna i Oostende och Zeebrugge (som delvis hade blockerats vid Zeebrugge-räden tre veckor tidigare) gjorde det möjligt för de stora inlandshamnarna vid Brygge att nå havet via kanaler. Brygge användes som en bas för små krigsfartyg och ubåtar. Eftersom hamnarna var 9,7 kilometer inåt land skyddades de från artillerield från krigsskepp och från kustnära räder. Hamnen var därför lämplig för utbildning samt reparation av skadade fartyg.
Den Andra Oostende-räden var i stort sett ett misslyckande på grund av ett omfattande tyskt motstånd och ett misslyckande från britternas sida att navigera rätt på grund av det dåliga vädret. Då tyskarna förutsåg räden hade de tagit bort navigeringsbojarna och utan dem, i det dåliga vädret, hade britterna svårt att hitta den smala kanalen som ledde till hamnen. När britterna väl fann igen infarten stoppades de dock av det omfattande tyska motståndet och de misslyckades med att genomföra uppdraget som planerat: den föråldrade kryssaren HMS Vindictive sänktes, men blockerade endast delvis kanalen.
Trots misslyckandet beskrevs räden som både modig och som en djärv chansning som varit mycket nära att lyckas. Tre Viktoriakors och flera förtjänstmedaljer tilldelades de sjömän deltog i uppdraget. De brittiska styrkorna hade måttliga förluster i räden, medan tyskarna hade minimala förluster. 